# 大津夕聖
大津 夕聖（おおつ ゆうせい、1995年12月22日 - ）は、栃木県日光市出身のプロアイスホッケー選手。ポジションはディフェンス。アジアリーグアイスホッケーのHLアニャンに所属。
兄はプロアイスホッケー選手の大津晃介。父も元プロアイスホッケー選手だった大津英人（元古河電工〜アイスバックス）。

## 経歴
日光市立清滝小学校、日光市立日光中学校出身。2014年に栃木県立日光明峰高等学校を卒業。

### アイスバックス時代
高校卒業後に18歳でH.C.栃木日光アイスバックスに入団し、プロデビュー。6年間プレー。
2020年4月21日契約期間満了により退団し、フリーエージェント(FA）制度を利用し、他チームへの移籍を希望。

### クレインズ時代
2020年からひがし北海道クレインズに移籍。
2023年5月2日に給料が未払いであることを理由として、チームの大部分の選手及び監督などのスタッフとともにひがし北海道クレインズを退団。

### ワイルズ時代
2023年6月21日に北海道ワイルズに加入した。10月31日に11月に苫小牧市にて実施されたアイスホッケー男子日本代表の国内合宿の参加メンバーに選出された。2024年1月16日に苫小牧市のnepiaアイスアリーナと安平町の安平町スポーツセンターにて実施されたアイスホッケー男子日本代表の国内合宿の参加メンバーに選出された。1月29日にハンガリーのブダペストで開催されたミラノ・コルティナダンペッツォオリンピックの3次予選と事前合宿の参加メンバーに選出された。
オフの2024年4月8日に安平町の安平町スポーツセンターで開催されたアイスホッケー男子日本代表の選考合宿に参加するメンバーに選出された。4月16日にイタリアのボルツァーノで開催された2024 IIHF 男子世界選手権 ディビジョンI グループAの日本代表に選出された。

### アニャン時代
2024年6月24日にアジアリーグアイスホッケーのHLアニャンへ移籍した。
2024年-25年シーズンはシーズン開幕前の2024年7月1日に苫小牧市のnepiaアイスアリーナでのアイスホッケー男子日本代表の代表選考合宿に招集された。8月1日にデンマークのオールボーで開催されるミラノ・コルティナダンペッツォオリンピックの最終予選と事前合宿の日本代表に選出された。

## 詳細情報

### 代表歴
- 2026年ミラノ・コルティナダンペッツォオリンピック3次予選日本代表（2024年）
- 2024 IIHF 男子世界選手権 ディビジョンI グループA 日本代表
- 2026年ミラノ・コルティナダンペッツォオリンピック最終予選日本代表（2024年）